# Histiéotide
L’Histiéotide (en grec ancien Ἱστιαιῶτις / Istiaiôtis) est une petite région de la Grèce antique située en Thessalie. Elle tire son nom de la cité d'Histiée en Eubée.
Elle est bornée au nord par la Perrhœbie, dont le séparent les monts Cambuniens, à l'est par la Pélasgiotide, au sud par le Pénée, qui le sépare de la Thessaliotide, et à l'ouest par le Pinde, qui le sépare de l'Épire. Gomphi et Phæstus (en) en sont les cités principales. 